# Brama Długouliczna
Brama Długouliczna (niem. Hohe Tor, Brama Wysoka) – nieistniejąca brama miejska Głównego Miasta w Gdańsku. Na jej miejscu stoi obecnie Brama Złota.

## Historia
Brama została wzniesiona w 1346 r. na początku ulicy Długiej. Gotycka, ceglana brama o przejeździe w kształcie ostrego łuku. Zbudowana na planie prostokąta, poprzedzona fosą mokrą. Posiadała dwa piętra, zwieńczona była czterospadowym dachem. Połączona była z wrotami Wieży Więziennej mostem nad fosą. Została rozebrana około 1611 roku w związku z budową reprezentacyjnej Bramy Złotej. Do dziś przetrwały relikty ściany północnej, przylegające do ściany Dworu Bractwa św. Jerzego. Wygląd bramy uchwycony został na obrazie „Grosz Czynszowy” Antona Moellera z 1601 roku, który prezentowany jest w Ratuszu Głównego Miasta. 

## Kwestia nazwy
Brama była nazywana Bramą Wysoką (niem. Hohe Tor) w związku z wyżynami znajdującymi się na jej przedpolu (analogicznie do położonej nieopodal, późniejszej Bramy Wyżynnej). Natomiast Brama Złota, która ją zastąpiła, była nazywana oryginalnie Bramą Długouliczną (niem. Langgasser Tor). W polskich źródłach powstałych po II wojnie światowej, gotycką bramę nazywa się Bramą Długouliczną, a bramę późniejszą, która faktycznie nosiła taką nazwę, określa się Bramą Złotą.